# El Higo
El Higo è un comune (corregimiento) della Repubblica di Panama situato nel distretto di San Carlos, provincia di Panama. Si estende su una superficie di 44 km² e conta una popolazione di 2.710 abitanti (censimento 2010).